# 加尔各答总督府
加尔各答总督府（Raj Bhavan）是印度西孟加拉邦总督的官邸，位于首府加尔各答。它建于1803年，印度独立之前称为政府大楼（Government House）。
1858年，东印度公司将权力交给英国政府，印度总督的官邸从贝尔韦代雷府（Belvedere Estate）迁往此处。1911年迁都德里后，这里成为孟加拉省总督官邸。1947年印度独立后，它成为西孟加拉邦总督的官邸，称为总督府（Raj Bhavan）。

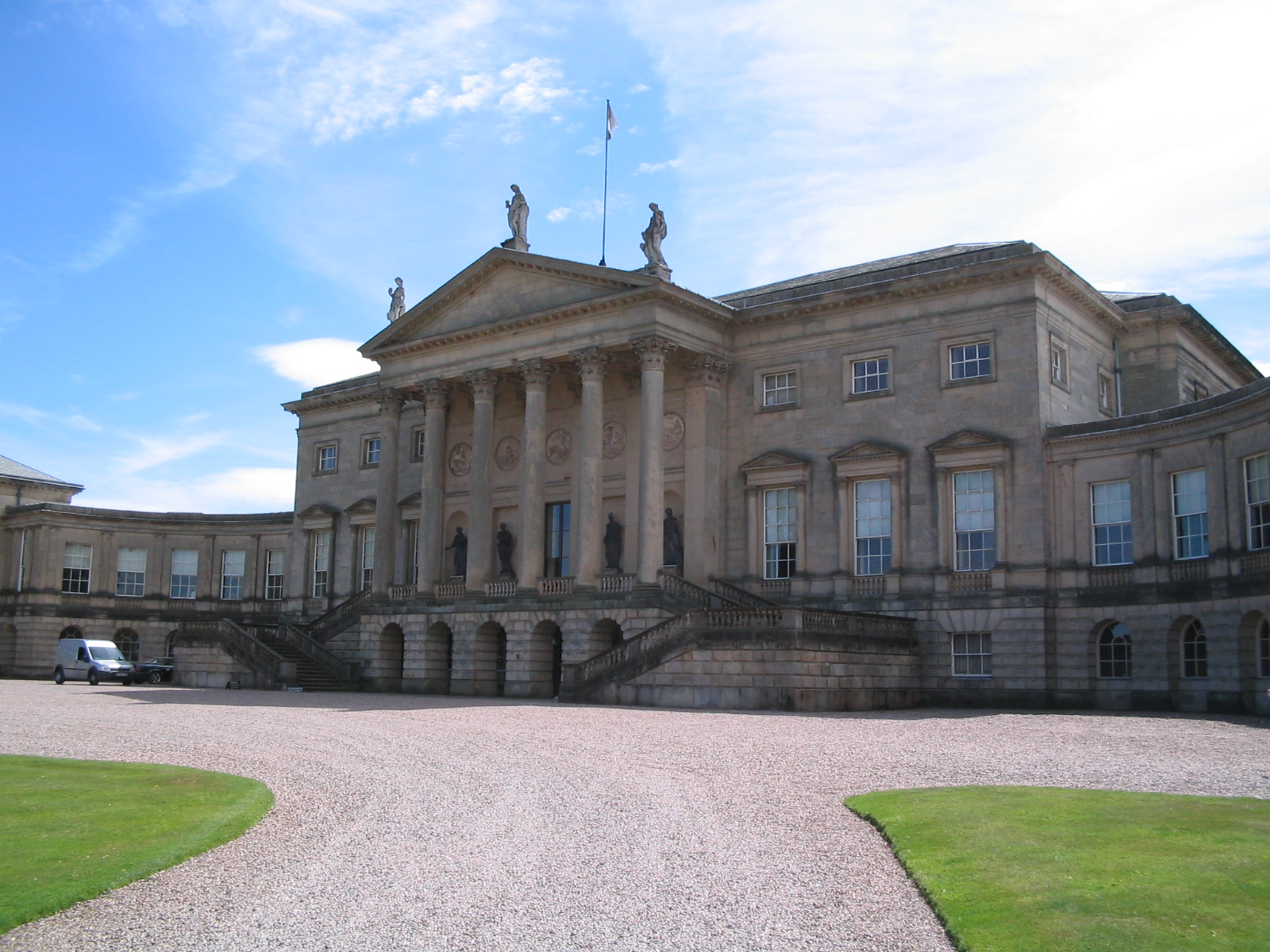
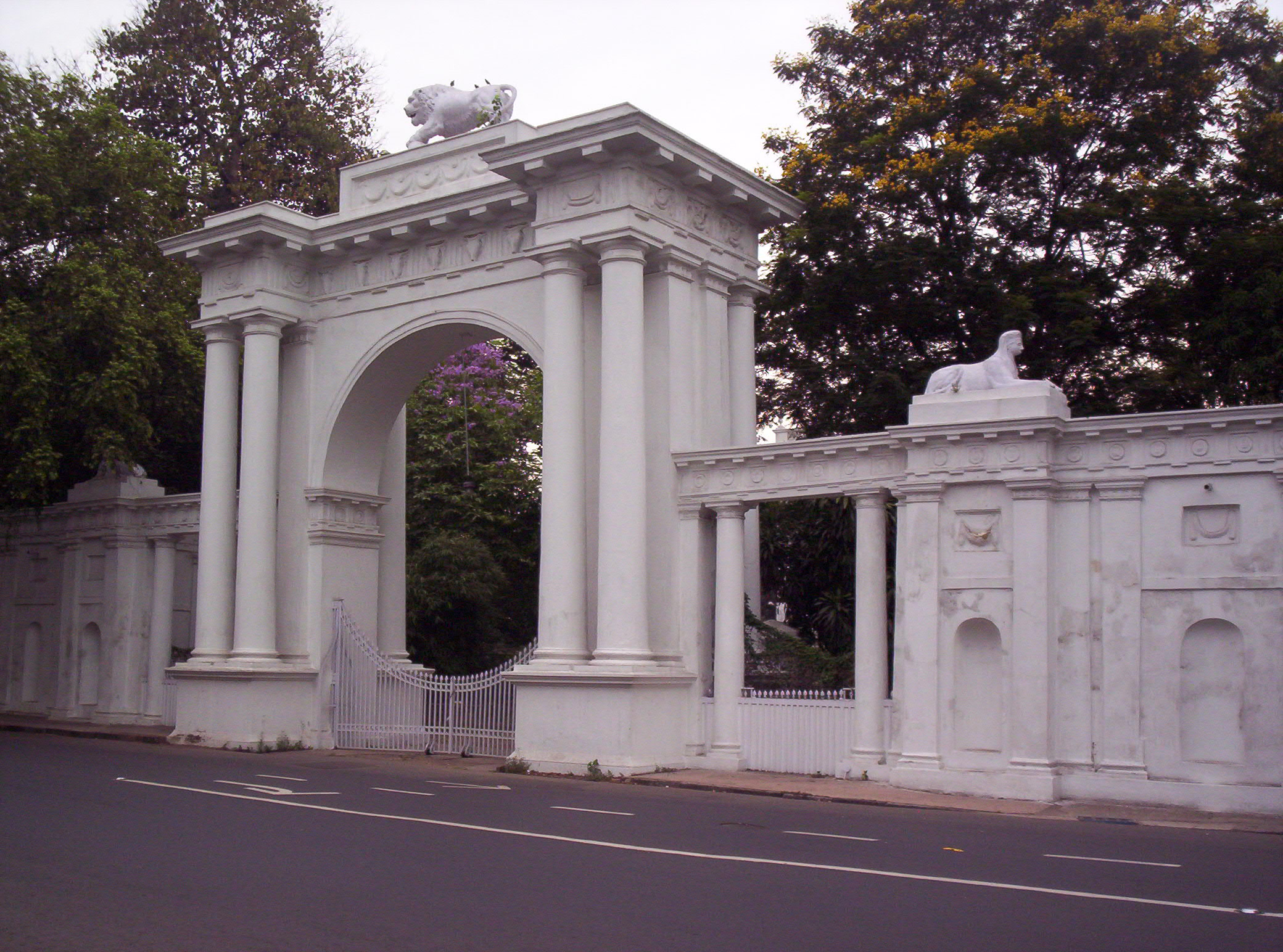
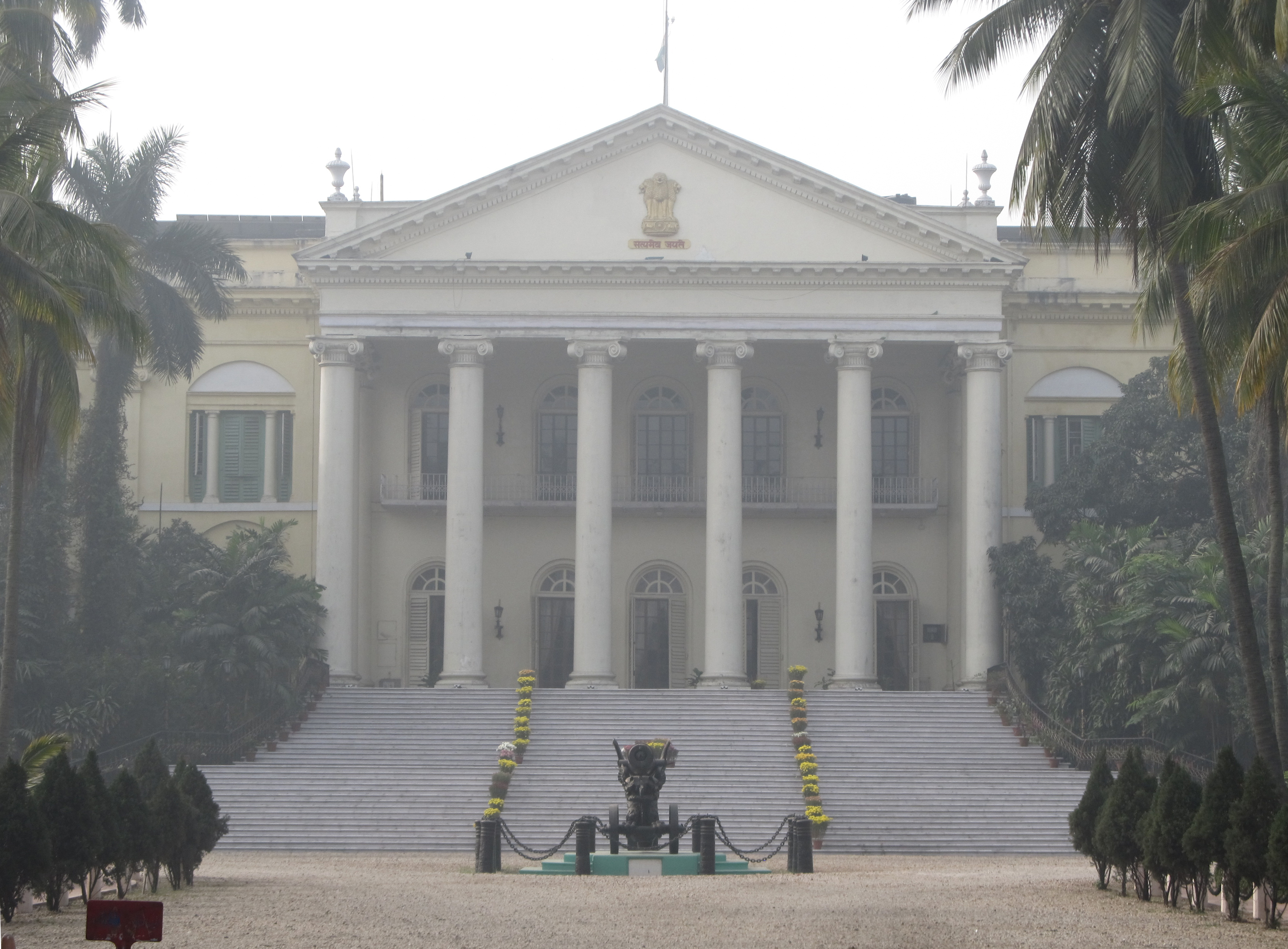
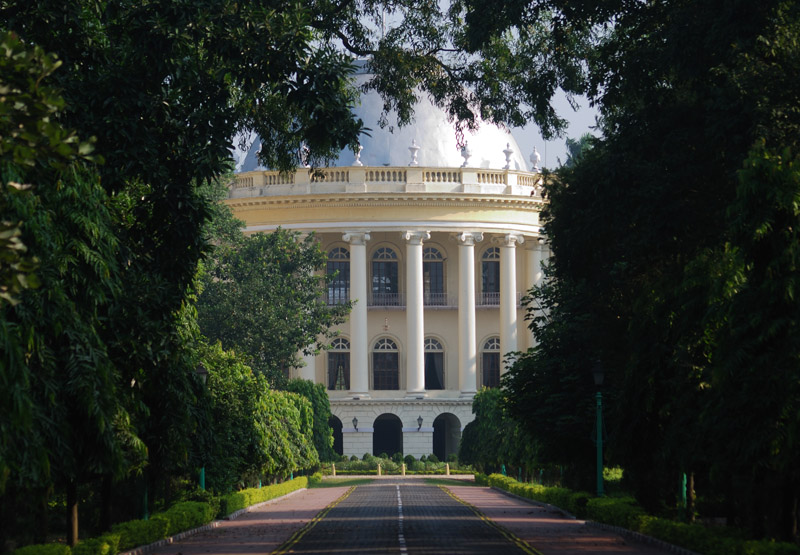
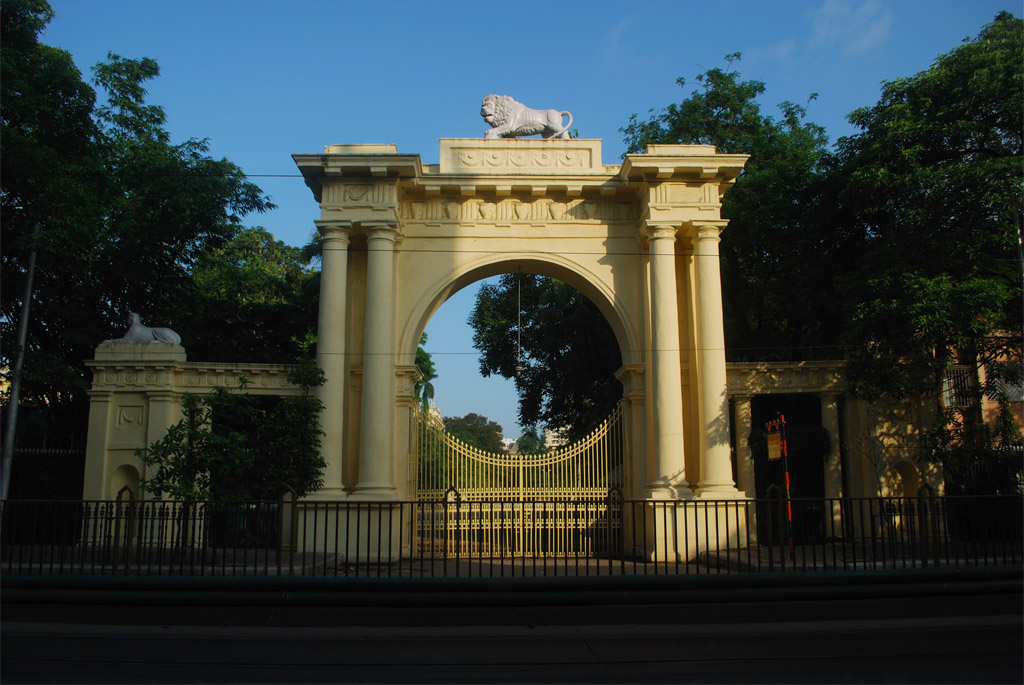
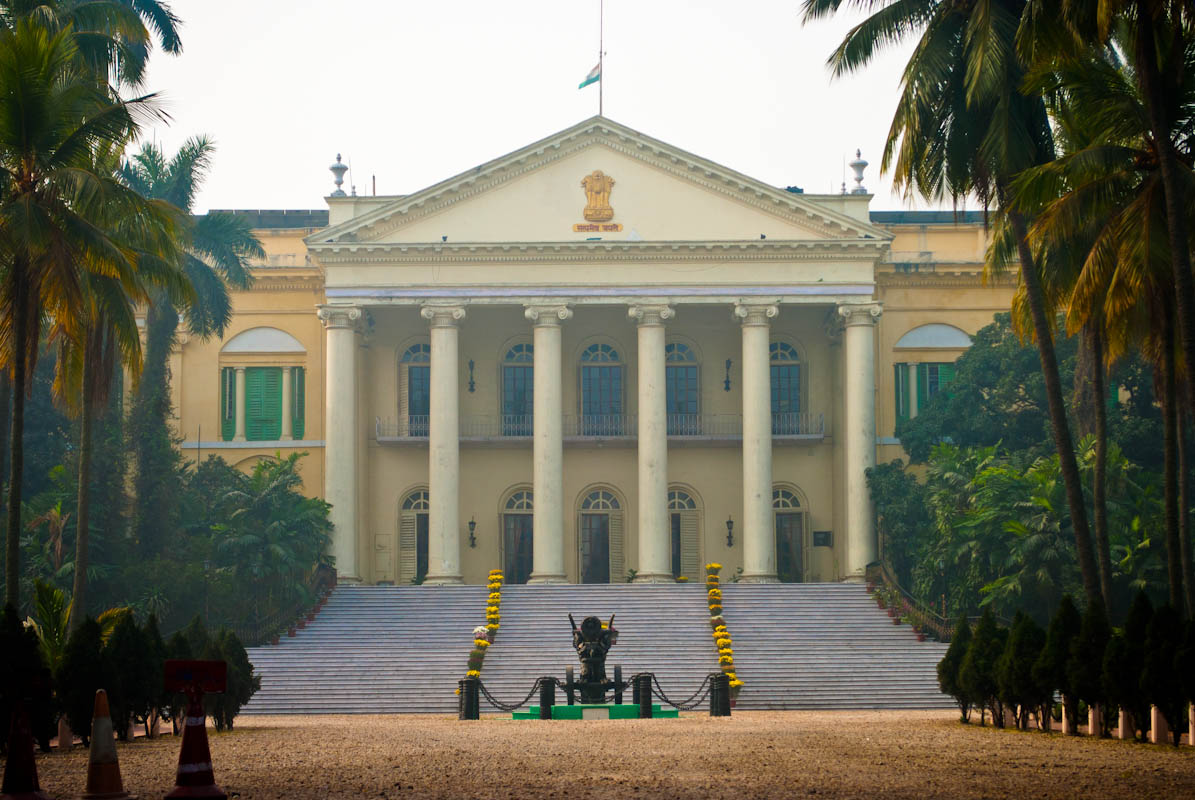